# Anschlussstelle Tauberbischofsheim
Die Anschlussstelle Tauberbischofsheim (auch Anschlussstelle 3) verbindet seit 1972 die A 81 mit der B 27 und der B 290 bei Tauberbischofsheim im Main-Tauber-Kreis in Baden-Württemberg. Unmittelbar an der Anschlussstelle besteht ein Pendlerparkplatz.

## Geographie
Die Anschlussstelle liegt zwischen den Tauberbischofsheimer Stadtteilen Dittigheim und Distelhausen. Unmittelbar nach der Anschlussstelle folgt die Taubertalbrücke, welche die Tauber überquert. Nur die Aufstiege aus dem Taubertal zu beiden Seiten der Anschlussstelle Tauberbischofsheim sind mit jeweils drei Fahrstreifen (sechsspurig) für den bergauf fahrenden Verkehr markiert. Ansonsten ist die komplette A 81 vierspurig gebaut. 

## Geschichte

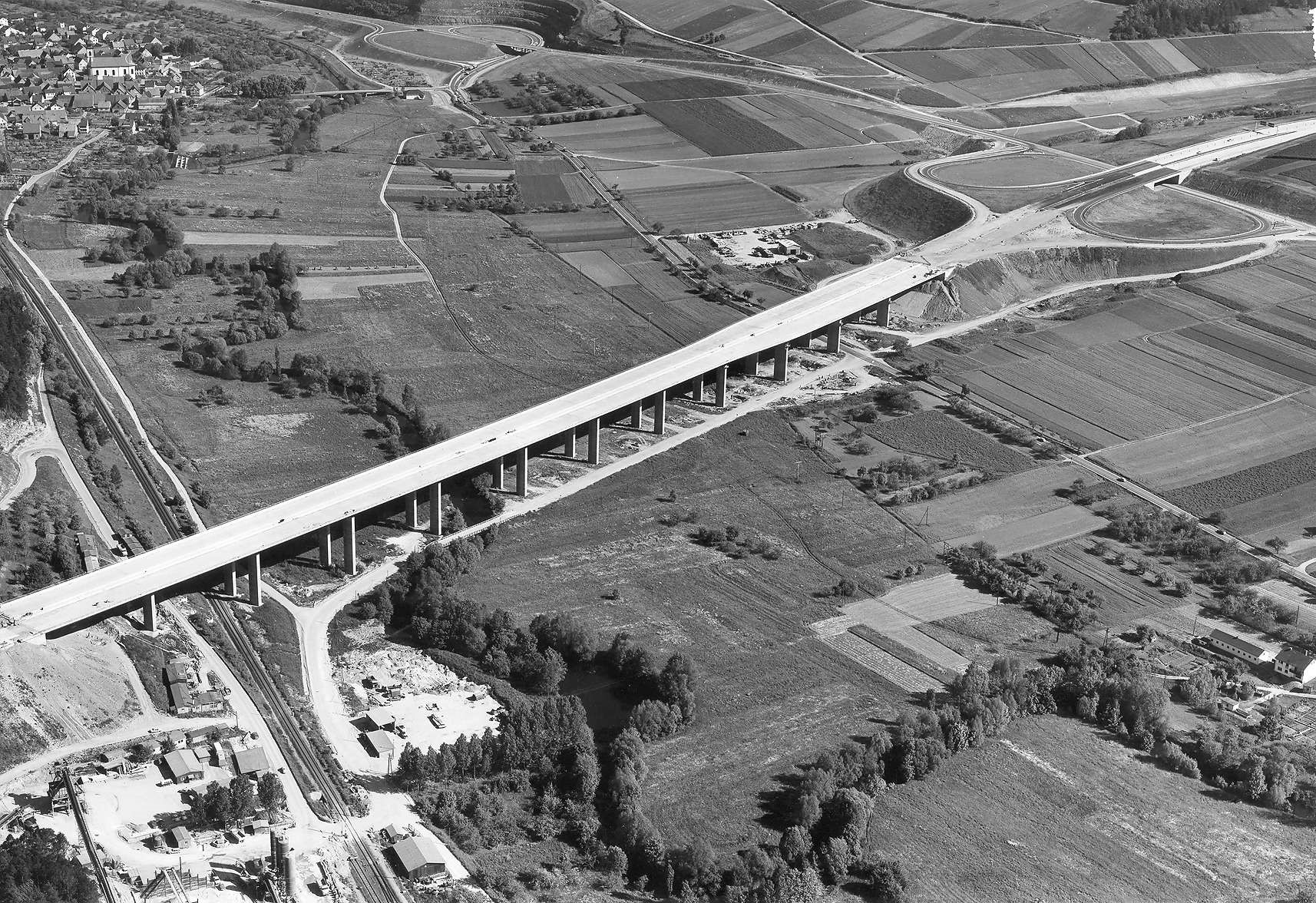
Der Deckenbaubahnhof Distelhausen (links unten) während des Baus der A 81 mit der nahe gelegenen Taubertalbrücke sowie der Anschlussstelle Tauberbischofsheim im Jahre 1973

Während der Bauphase in den 1970er Jahren wurde nördliche des Bahnhofes Distelhausen für eine Dauer von etwa zwei Jahren der zusätzliche Deckenbaubahnhof Distelhausen eingerichtet.